# Beograd 2020
Beograd 2020 je projekat kandidature grada Beograda za Evropsku prestonicu kulture 2020. godine. Projekat je realizovao Organizacioni odbor pri Skupštini grada Beograda koji je jednoglasnom odlukom oformljen 7. juna 2010. godine.
Projekat Beograd 2020 je, kako to preporučuje i Evropska komisija, integrisan u strategiju razvoja kulture grada za period od deset godina i očekuje se da će dati snažan doprinos razvoju Beograda i Srbije na kulturnom, socijalnom i ekonomskom planu.
Članovi Organizacionog odbora za kandidaturu grada Beograda su:
- Aleksandar Peković, zamenik sekretara za kulturu, predsednik odbora
- Marko Maršićević, odbornik Skupštine grada Beograda, potpredsednik odbora
- Dejan Vasović, pomoćnik gradonačelnika, gradski arhitekta
- Mileta Radojević, član gradskog veća grada Beograda
- Milica Grozdanić, direktor Zavoda za zaštitu spomenika kulture grada Beograda
- Ivana Lučić-Todosić, direktor JP „Beogradska tvrđava”
- Nebojša Babić, umetnik
- Predrag Milosavljević, profesor
- Milan Lučić, direktor Doma omladine Beograda
- Petar Popović, novinar

Projekat Beograd 2020 do sada su podržali Ministarstvo kulture Republike Srbije, brojne ambasade zemalja članica Evropske unije i Kancelarija za evropske integracije Srbije.
Preporuka Evropske komisije ističe prednosti integrisanja projekta Evropska prestonica kulture u širem društvenom kontekstu, što je ujedno i osnova koncepta projekta Beograd 2020, koji je i pokrenut sa ciljem da bude integrisan u dugoročnu strategiju razvoja grada Beograda.

## Projektna strategija za period 2011 – 2020. godine
U okviru projekta Beograd 2020 pripremljena je strategija dugoročnog razvoja kulture grada Beograda u narednoj deceniji, sa deset tematskih celina, uključujući sve umetničke discipline, tradicionalne i savremene, vremenske i prostorne i vremensko-prostorne. Strategija predstavlja dugoročni projekat koji će stvoriti uslove za modernizaciju postojećih ustanova kulture, stvaranje jednakih uslova za rad privatnih i javnih institucija i uspostavljanje tržišta kulture.
Predloženi model, odnosno koncept strategije koji je pripremio autorski tim na čelu sa prof. dr Milenom Dragićević-Šešić, profesorkom Univerziteta umetnosti u Beogradu i jednom od vodećih teoretičarki kulture i medija u Evropi, predvideo je da se kroz kandidaturu Beograda za Evropsku prestonicu kulture, evropskoj kulturnoj javnosti predstavi i bogato kulturno nasleđe i kreativni potencijal Beograda i Srbije.
Desetogodišnja strategija podrazumeva slogan i programsku šemu za svaku godinu do 2020. godine, tako da je predviđena realizacija programskih celina: „Godina svetlosti“ (2011), „Grad budućnosti“ (2012), „Grad složenih/prekinutih uspomena“ (2013), „Grad interkulturalnog dijaloga“ (2014), „Grad od reči“ (2015), „Grad po meri deteta“ (2016), „Grad za sve ljude“ (2017), „Grad novog urbanizma“ (2018), „Grad alternative otpora“ (2019), da bi sve programske celine imale svoje veliko finale 2020. godine kada bi Beograd trebalo da postane - Evropska prestonica kulture.

## Partnerstva sa gradovima
Projekat Beograd 2020 baziran je na triangularnom modelu partnerstva koji podrazumeva da do 2020. godine Beograd uspostavi partnerstva sa jednim gradom u Srbiji, jednim gradom u regionu i jednim evropskim gradom. Povezanost je uslovljena tematikom projekta, prijateljskim i partnerskim vezama, ali i željom da se kroz zajednički rad otvore novi kanali komunikacije, razmene energije, ideje i objedine kreativni potencijali.

### Podrška gradova
Gradovi koji su do sada pružili pisma podrške Beogradu za kandidaturu za Evropsku prestonicu kulture 2020: 
- Peruđa (Italija)
- Banja Luka (BiH)
- Krf (Grčka)
- Viljnus (Litvanija) - Evropska prestonica kulture 2009. godine
- Ljubljana (Slovenija)
- Atina (Grčka)
- Helsinki (Finska)
- Košice (Slovačka)
- La Valeta (Malta)
- Maribor (Slovenija)
- Podgorica (Crna Gora)
- Sarajevo (BiH)
- Skoplje (Makedonija)

## Potencijali grada Beograda
„Fajnenšl tajms“ (en. Financial Times) je 2006. godine Beograd proglasio gradom budućnosti južne Evrope, a ove godine mu je svetski vodič „Lounli planet“ (en.Lonely Planet) dodelio titulu Evropske prestonice zabave.
Prema evidenciji Gradskog sekretarijata za kulturu, Beograd ima 36 ustanova kulture, dva javna preduzeća (Sava centar i Beogradska tvrđava) i 11 kulturnih manifestacija čiji je osnivač grad Beograd. To su, između ostalih, Oktobarski salon vizuelnih umetnosti, BELEF - Beogradski letnji festival, Beogradski džez festival, BEMUS - Beogradske muzičke svečanosti i drugi.
Kandidatura Beograda za Evropsku prestonicu kulture 2020. godine je razvojna šansa Beograda i Srbije.
Kroz ovaj projekat, Beograd i Srbija biće u prilici da izgrade dugoročne partnerske odnose sa najznačajnijim kulturnim institucijama, unaprede saradnju sa najuspešnijim domaćim umetnicima koji žive u inostranstvu i najpriznatijim inostranim umetnicima, kao i da promovišu stvaralački potencijal Beograda i Srbije. Iskustvo Beograda u procesu apliciranja za Evropsku prestonicu kulture biće od neprocenjivog značaja za druge gradove u Srbiji ukoliko odluče da se u budućnosti i sami kandiduju.
Realizacijom projekta, Beograd će doživeti preporod na kulturnom, infrastrukturnom i ekonomskom planu. Sam projekat Beograd 2020 predstavlja jedinstvenu priliku da se grad obnovi i preraste u jednu od najznačajnijih tačaka na evropskoj kulturnoj mapi. 
Beograd je jedan od najvećih urbanih centara Jugoistočne Evrope i ima ključnu ulogu u uspostavljanju kontinuiranog dijaloga i integraciji lokalnih kultura u evropski sistem vrednosti. Projekat naglašava potrebu kreiranja sveobuhvatne kulturne politike na nacionalnom nivou i dugoročne strategije kulturnog razvoja Beograda i Srbije. Osim toga, projekat stvara uslove za modernizaciju postojećih ustanova kulture korišćenjem lokalnih kapaciteta i EU fondova, stvaranje jednakih uslova za rad privatnih i javnih institucija i uspostavljanje tržišta kulture. Iskustva drugih gradova pokazuju da projekat omogućava i ostvarivanje značajnih prihoda od turizma, razvoj infrastrukture i ukupan društveno-ekonomski prosperitet.
Projekat predstavlja idealan kanal komunikacije u cilju unapređenja imidža Beograda i Srbije u svetu.
Beograd ima priliku da 2020. godine bude centralna tačka na evropskoj kulturnoj mapi. Tokom procesa odabira prestonice kulture 2020, Beograd i Srbija će u različitim fazama selekcije biti pominjani u pozitivnom kontekstu.
Beograd, kroz kandidaturu i implementaciju strategije, ima priliku da postane aktivan partner Evropske unije u ostvarivanju zajedničkih kulturnih vrednosti i negovanju lokalnih specifičnosti.
Putem afirmacije lokalnih kulturnih vrednosti, umetničkog stvaralaštva i umetnika, bilo da je reč o već etabliranim stvaraocima ili novim snagama, Beograd i Srbija će svetu pokazati svoje novo, lepše lice.
Implementacija projekta je prilika da se uspostave novi modeli saradnje sa gradovima partnerima, institucijama kulture i istaknutim umetnicima.

## Veb stranica
U okviru projekta, na adresi www.beograd2020.com, pokrenuta je i veb prezentacija na kojoj će kontinuirano biti dostupne najnovije informacije u vezi sa projektom i statusom kandidature. Jedna od rubrika je i „Agenda Beograd 2020“, koja uz ekskluzivne informacije i mnoštvo fotografija, otkriva i jednu novu dimenziju projekta pod nazivom „Beograd izvan Beograda“. U njoj su predstavljeni najuspešniji stvaraoci koji su potekli iz Beograda ili su svoje stvaralaštvo vezali za srpsku prestonicu, a koji su slavu stekli širom sveta, bilo da je reč o umetnosti, nauci, obrazovanju ili sportu.

## Spoljašnje veze
- beograd2020
- europa
- Turistička organizacija Beograda (језик: српски), (језик: енглески)
- (језик: српски),(језик: енглески)